# Pipilo ocai
Pipilo ocai là một loài chim trong họ Emberizidae.